# جوليو السادس والكرة بيل

جوليو السادس والكرة بيل كانت تميمة كأس العالم لكرة القدم 2006 الذي عقد في المانيا.
وهو عبارة عن أسد يرتدي قميص ألمانيا مع عدد 06، كلمة ليو هو الاسم اللاتيني للأسد في ألمانيا، «بيلل» هو مصطلح عامية لكرة القدم.

## مقالات ذات صلة
- تمائم كأس العالم لكرة القدم
- كأس العالم لكرة القدم 2006